# Черник, Олдржих
Олдржих Черник (чеш. Oldřich Černík; 27 октября 1921, Острава — 19 октября 1994, Прага) — чехословацкий государственный и политический деятель, премьер-министр ЧССР (1968—1970).

## Биография
Родился в шахтёрской семье, в молодости работал токарем, затем окончил Высшую школу горного дела в Остраве. В 1945 году вступил в КПЧ и с 1949 года занялся партийной деятельностью. Поочерёдно занимает должности председателя Народного собрания Остравского края и секретаря Остравского краевого комитета КПЧ. С 1958 года — член ЦК КПЧ. В 1960-е годы — министр топливно-энергетической промышленности, заместитель премьер-министра, председатель Госплана.
В ходе «Пражской весны» 8 апреля 1968 года назначен премьер-министром, проявил себя осторожным, но последовательным сторонником реформ. В августе 1968 года принимал участие в переговорах с советским руководством, после советского вторжения первоначально сохранил свой пост при Густаве Гусаке (осенью-зимой того же года некоторое время являлся также министром иностранных дел), однако уже 28 января 1970 года был смещён с него, а затем исключён из КПЧ. Тем не менее, Черник не попал в полную опалу, став на следующие 20 лет заместителем директора одного из пражских академических институтов.
После «Бархатной революции» Черник предпринял попытку вернуться в политику, возглавив Союз городов и сёл, однако не смог удержаться на этом посту и окончательно вернулся к частной жизни. Скончался от последствий автокатастрофы.